# Psychotria fragrans
Psychotria fragrans là một loài thực vật có hoa trong họ Thiến thảo. Loài này được (Gillespie) Fosberg miêu tả khoa học đầu tiên năm 1942.